# Morti nel 1307
| Questa pagina contiene informazioni ricavate automaticamente dalle voci biografiche con l'ausilio del template Bio e di un bot. L'aggiornamento è periodico e automatico e ricostruisce completamente la pagina. Se manca una persona in questa lista, sei pregato di non aggiungerla, ma accertati piuttosto che la sua voce biografica contenga il template Bio e che i dati anagrafici siano correttamente compilati. Se il template Bio manca, inseriscilo tu stesso o, in alternativa, metti l'avviso {{tmp\|Bio}} che ne segnala la mancanza. Se i dati riportati sono sbagliati, correggi direttamente la voce biografica; le modifiche saranno visibili in questa lista entro pochi giorni. Per chiarimenti vedi il progetto biografie. La lista contiene solo le 27 persone che sono citate nell'enciclopedia e per le quali è stato implementato correttamente il template Bio. Pagina aggiornata al 10 ago 2025. |

- 2 febbraio - Temür Khan, imperatore cinese (n. 1265)
- 17 febbraio - Alexander Bruce, nobile e religioso scozzese (n. 1285)
- 17 febbraio - Thomas Bruce, nobile scozzese (n. 1284)
- 2 aprile - Costantino Meliteniota, scrittore bizantino
- 12 aprile - Umberto I del Viennois, nobile (n. 1240)
- 23 aprile - Giovanna d'Inghilterra, nobildonna inglese (n. 1272)
- 13 maggio - Abu Ya'qub Yusuf al-Nasr, sultano marocchino
- 1º giugno - Fra Dolcino, predicatore italiano
- 4 luglio - Rodolfo I di Boemia, duca
- 7 luglio - Edoardo I d'Inghilterra, re britannico (n. 1239)
- 7 agosto - Alberto degli Abati, religioso italiano (n. 1240)
- 11 ottobre - Caterina I di Courtenay, sovrana (n. 1274)
- 24 ottobre - Corrado della Torre, nobile italiano
- 7 novembre - Aitone II d'Armenia, re (n. 1266)
- 7 novembre - Leone IV d'Armenia, re armeno
- 9 novembre - Giovanna da Signa, italiana (n. 1266)
- 10 dicembre - Teodorico IV di Lusazia, nobile tedesco
- Beatrice di Sicilia, nobile (n. 1260)
- Berenguer de Entença, mercenario spagnolo
- Giacomo da Viterbo, filosofo, teologo e arcivescovo cattolico italiano
- Guillaume de Gisors, nobile francese (n. 1219)
- Costanza di Staufen, principessa italiana (n. 1230)
- Eulogìa Lascaris, principessa bizantina (n. 1248)
- Margherita Boninsegna, italiana
- Bartolomeo II Querini, vescovo cattolico italiano
- Ugo II di Blois-Châtillon, conte (n. 1258)
- Benedetto Zaccaria, militare e politico italiano